# 한국국제학교 제주캠퍼스
한국국제학교 제주캠퍼스(Korea International School, Jeju Campus)는 제주특별자치도 서귀포시에 위치한 국제학교로 미국식 사립기숙학교이다.

## 위치
한국국제학교 제주캠퍼스는 제주특별자치도 서귀포시 대정읍 구억리에 있는 제주영어교육도시에 위치한 국제학교이다. 현재 유치원(Pre-K)부터 고등학교(9 ~ 12학년)까지의 과정이 편성되어 있는데 미국 서부교육연합회(Western Association of Schools and Colleges)의 최상위급 학교 인증(2021년 6월까지 유효)을 받은 상태이므로 미국 학력과 대한민국 학력을 인정받을 수 있다. 또한 내국인이 입학할 수 있다.

## 교육과정
한국국제학교 제주캠퍼스는 미국식 교육체계에 중심을 둠과 더불어 한국식 교육체계 또한 일부 도입함으로써, 국어(Korean Language and Literature)와 한국 사회(Korean Social Studies) 수업을 이수하는 학생들에 한하여 대한민국의 학력 또한 보장하고 있다. 현재 한국국제학교 제주캠퍼스는 유치원 과정부터 12학년까지 모든 학년의 학생들에 대한 교육을 실시하고 있다. 고등학교 학생들은 일부 AP 과목 및 Honors(심화) 과목을 이수할 수도 있다.

## 학교 시설
한국국제학교 제주캠퍼스의 건물들은 초등학교, 중학교, 고등학교 과정 기준으로 모두 분리되어 있으며, 설치된 다리를 통하여 각각의 건물로 이동할 수 있다. 또한 중학교 과정의 건물은 중학교 기숙사 건물과도 연결되어 있다. 학교의 모든 시설물은 독립된 기숙사를 제외하고, 모두 각각의 과정의 건물 안에 속하여 있거나, 연결되어 있다. 한국국제학교 제주캠퍼스에 존재하는 시설로는 야외 잔디구장 및 육상 경주로, 체육관, 미술 교실, 음악 교실, 도서관, 강당, 소강당, 식당, 기숙사, 교실, 수영장, 매점 등이 있으며, 교실 단위 및 크기의 타 목적의 시설도 존재한다.

## 기숙사
한국국제학교 제주캠퍼스의 기숙사는 초등학교 5학년부터 고등학생까지의 모든 학년에 대하여 제공된다. 통상적으로는 2명의 학생이 하나의 기숙사 방을 사용하며, 예외의 경우도 존재한다. 중학교 기숙사는 총 6개, 고등학교 기숙사는 총 8개의 하우스로 운영되고 있다. 기숙사 하우스의 분리 기준은 학년 및 성별이며, 특정한 조건에 두 개 이상의 하우스가 충족되는 경우도 있다.

## 과외 활동
한국국제학교 제주캠퍼스는 학생들이 재량에 따라 선택할 수 있는 다양한 과외 활동을 제공한다. 스포츠(Athletics), 동아리(Club), 봉사 활동(Service Learning) 등이 이에 포함된다.

### 스포츠[2]

#### 시즌 1(8월 ~ 11월)

##### 초등학교 과정
첫번째 시즌에 초등학교 스포츠 활동에서는 크로스 컨트리, 축구, 수영을 진행한다.

##### 중학교 과정
첫번째 시즌에 중학교 스포츠 활동에서는 배드민턴, 크로스 컨트리, 축구, 수영을 진행한다.

##### 고등학교 과정
첫번째 시즌에 고등학교 스포츠 활동에서는 크로스 컨트리, 수영, 테니스, 배구, 골프를 진행한다.

#### 시즌 2(11월 ~ 2월)

##### 초등학교 과정
두번째 시즌에 초등학교 스포츠 활동에서는 농구, 수영을 진행한다.

##### 중학교 과정
두번째 시즌에 중학교 스포츠 활동에서는 치어리딩, 배구, 수영을 진행한다.

##### 고등학교 과정
세번째 시즌에 고등학교 스포츠 활동에서는 농구, 치어리딩, 수영을 진행한다.

#### 시즌 3(2월 ~ 5월)

##### 초등학교 과정
세번째 시즌에 초등학교 스포츠 활동에서는 수영, 육상 경기를 진행한다.

##### 중학교 과정
세번째 시즌에 중학교 스포츠 활동에서는 농구, 골프, 육상 경기를 진행한다.

##### 고등학교 과정
세번째 시즌에 고등학교 스포츠 활동에서는 배드민턴, 골프, 축구, 육상 경기를 진행한다.

### 동아리 및 활동[3]
현재 한국국제학교 제주캠퍼스 홈페이지에 정식으로 기재된 동아리는 다음과 같다. 소괄호 안의 전자는 공식적인 설명이며, 후자는 한글로 번역된 설명이다.
- Dragons Descant(weekly bulletins for High School Students; 매주 발행되는, 고등학교 학생들을 위한 회보)
- Dragon Tales (student-run online newspaper; 학생들에 의하여 운영되는 온라인 신문)
- Global Issues Network
- Key Club (international student-led service organization; 국제적인 학생 중심의 봉사 단체)
- LOL Club (photos, stories, and happiness; 사진들, 이야기들, 그리고 행복)
- National Honor Society
- Platform Post Jeju (tri-school journalism project; 세 학교의 신문 보도 프로젝트)
- World on Show (online art magazine; 온라인 미술 잡지)

### 봉사 활동[4]
한국국제학교 제주캠퍼스에 재학중인 모든 학생들은 제주도 혹은 해외에서 진행되는 프로젝트 기반의 체험형 봉사 여행에서의 참여가 장려된다. 초등학교 과정의 학생들은 제주도에서의 견학 여행 및 봉사 프로젝트를 진행하게 된다. 중학교와 고등학교 과정의 학생들은 지역 봉사 프로젝트 또는 World Youth Adventures와 협력하여 진행되는 해외 봉사 여행에 참여할 수 있다. 해외 봉사 여행의 행선지의 예시로는 베트남, 캄보디아, 대만, 괌이 있다.

## 연혁
- 2011년 9월 1일 : 초등학교 및 중학교 과정으로 개교
- 2013년 8월 19일 : 고등학교 과정 설치[5]

## 같이 보기
- 한국외국인학교
- 제주영어교육도시